# Jay Silvester
Jay Silvester (Tremonton, 27 augustus 1937) is een voormalige Amerikaanse atleet, die met name aan discuswerpen deed. Hij wierp in zijn sportcarrière vier wereldrecords en werd zesmaal Amerikaans kampioen. Hij nam viermaal deel aan Olympische Spelen en behaalde hierbij een medaille.

## Loopbaan
In 1960 miste Silvester net de Spelen in Rome door vierde te worden bij de Amerikaanse selectiewedstrijden. Op 11 augustus 1961 wierp hij zijn eerste wereldrecord van 60,56 m en als eerste atleet meer dan 60 m. Niet veel later verbeterde hij dit record in Brussel door 60,72 te werpen.
Het sterkste jaar van zijn sportcarrière beleefde Jay Silvester in 1972. Hij won toen voor de zesde maal de Amerikaanse kampioenschappen en vertegenwoordigde zijn land bij de Olympische Spelen van München. Hier veroverde hij een zilveren medaille door met 63,50 achter de Tsjech Ludvík Daněk te eindigen, die met 64,40 het goud voor zich opeiste. In 1976 kwalificeerde hij zich voor de vierde maal voor de olympische finale discuswerpen. Hij werd achtste met een beste poging van 61,98. Datzelfde jaar zette hij een punt achter zijn sportieve loopbaan.
Jay Silvester werkte als chemicus, daarna als verzekeringsagent en ten slotte als professor in de sport aan de Brigham Young universiteit.

## Titels
- Amerikaans kampioen discuswerpen - 1961, 1963, 1965, 1968, 1970, 1972

## Persoonlijk record
| afstand      | tijd    | plaats    | datum       |
| ------------ | ------- | --------- | ----------- |
| discuswerpen | 70,38 m | Lancaster | 16 mei 1971 |

## Wereldrecords
- 60,56 m - (Frankfurt am Main, 11 augustus 1961)
- 60,72 m - (Brussel, 20 augustus 1961)
- 66,64 m - (Modesto, 25 mei 1968)
- 68,40 m - (Reno, 18 september 1968)

## Prestaties

### discuswerpen
- 1964: 4e OS - 59,09 m
- 1968: 5e OS - 61,78 m
- 1972:  OS - 63,50 m
- 1975:  Pan-Amerikaanse Spelen - 59,82 m
- 1976: 8e OS - 61,98 m